# Тунисский пейзаж
«Тунисский пейзаж» — (нем. Tunesische Landschaft) — картина немецкого художника Августа Макке, написанная в 1914 году после возвращения из путешествия по Северной Африке. В настоящее время хранится в собрании Мангеймского кунстхалле.

## История создания
Картина написана Макке, вероятно, в последние недели пребывания в Хильтерфингене, после возвращения из путешествия по Северной Африке, которое он совершил весной 1914 года вместе с художниками Паулем Клее и Луи Муайе. Сделанные в поездке эскизы, акварельные наброски и фотографии послужили основой для написанных им в последующие месяцы перед началом войны картин, «Тунисский пейзаж» — девятая из этой серии.

## Описание
В основу пейзажа положены конкретные впечатления — набросок «Вид на горы» находится в альбоме № 63 и выполнен во время пребывания в Сен-Жермене. Однако композиция построена с использованием определённой схемы. Произвольность размещения фрагментов здесь только кажущаяся, на самом деле всё подчинено строгому расчёту.
Небольшое по формату полотно захватывает внимание зрителя. Экзотический пейзаж привлекает своей энергетикой, крепко выстроенными формами, эффектными красками. Художнику удалось передать ощущение невыносимого зноя. Архитектурный мотив, изображённый на картине, достаточно лаконичен. Его простые прямоугольные объёмы чередуются с закруглёнными складками природного рельефа. Слева на первом плане стена дома с тёмным провалом открытого окна и синей дверью. За ним видны фасады ещё двух домов, залитых светом и изображённых без перспективного сокращения. От крайнего дома вправо отходит низкая стена с парой пилонов. Вторая стена, направленная по диагонали из центра картины в правый нижний угол, фланкируется ещё одним пилоном. Этой диагональю художник задаёт пространственную глубину композиции. Контуры пирамидального завершения большого пилона вписываются в зубчатую линию гор вдали, которая, в свою очередь, повторяется, но в более смягчённых очертаниях, в гряде холмов на первом плане.
Макке работает большими цветовыми плоскостями, не разбивая, как это было, например, в «Пейзаже с коровами и верблюдом», пространство на прямоугольные или треугольные сектора. Он лишь смягчает строго ориентированную по основным диагоналям композицию, добавляя изображение красной опунции справа и листьев пальмы на среднем плане. Белый цвет строений усиливается от соседства с интенсивными красками окружения — синим и жёлтым, красным и зелёным, в свою очередь контрастирующими друг с другом.